# Cerro de las Ánimas
Cerro de las Ánimas (dawniej nazywany Mirador Nacional) – drugi pod względem wysokości szczyt w Urugwaju, mierzący 501 m n.p.m..
Wznosi się w pasmie Sierra de las Ánimas, wchodzącym w skład większej jednostki geologicznej – granitowych wzgórz Cuchilla Grande, rozciągających się na długości około 350 km, od granicy z Brazylią po Ocean Atlantycki i stanowiących jeden z najbardziej na południe wysuniętych fragmentów Wyżyny Brazylijskiej. Wzgórza Cuchilla Grande tworzą wschodnią granicę dorzecza Río Negro i oddzielają je od zlewni Lagoa Mirin.
Cerro de las Ánimas administracyjnie leży w departamencie Maldonado, około 20 km na północny zachód od siedziby władz departamentu – miasta Maldonado, na północ od drogi krajowej nr 9.
Do 1973 roku góra ta była uznawana za najwyższy szczyt Urugwaju. Jednak grupa naukowców z urugwajskiego Servicio Geográfico Militar, bazując na zdjęciach lotniczych pozyskanych dla obszaru całego kraju, zmierzyła wówczas Cerro Catedral, który okazał się wyższy o ponad 12 m.